# British Island Airways
British Island Airways (BIA) est une compagnie aérienne britannique qui succède à British United Island Airways (en). Elle commence ses activités sous ce nom au milieu des années 1970. La BIA cesse ses activités en 1991.

## Histoire

### Origine
British Island Airways est le nouveau nom de BUIA, la filiale régionale de British United Airways (BUA), adoptée en juillet 1970. À cette époque, la compagnie aérienne adopte également une nouvelle livrée,.
Lorsque, à la fin du mois de novembre de cette même année, British Caledonian acquiert BUA de British and Commonwealth Holdings (en) (B & C), propriétaire à la fois de BUA et de BUIA, les actifs de ce dernier ne sont pas inclus dans cette transaction. En conséquence, l'ancienne société mère de la BUA continue à être propriétaire de BIA,,.
À la suite de la vente de la BUA à Caledonian le 30 novembre 1970, BIA commence officiellement son histoire en tant qu’entité légale à part entière, le lendemain, le 1er décembre 1970.
À ses débuts, British Island Airways a son siège à Congreve House (1970-1972) , et à Berkeley House (1973-1979), situées respectivement à Station Road et High Street à Redhill, Surrey.

### British Island Airways«première BIA»(1970-1980)
Le siège social de BIA est situé à Redhill, dans le Surrey, dans le sud-est de l'Angleterre. La principale base d'ingénierie de la compagnie aérienne est à Blackpool, dans le Lancashire, dans le nord-ouest de l'Angleterre, tandis que sa principale base opérationnelle est à London Gatwick. Anvers, Belfast, Blackpool, Dublin, Édimbourg, Exeter, Glasgow, Guernesey, l’île de Man, Jersey, Manchester, Newcastle, Paris Orly et Southampton figurent parmi les autres aéroports qui bénéficient des services passagers réguliers de BIA entre le début et le milieu des années 1970. De nombreux services vers les îles Anglo-Normandes et l'île de Man sont exploités sur une base saisonnière, à l'exception des liaisons à l'année reliant Gatwick à Guernesey, Southampton à la fois avec les îles anglo-normandes et l'île de Man à Blackpool et Belfast. Le réseau de lignes régulières de BIA est considérablement élargi en 1979 lorsqu'il reprend l'exploitation complète de British Air Ferries (BAF),,.
Tous les services passagers sont exploités avec une flotte de turbopropulseurs Handley Page Dart Herald de 50 places. Chacun de ces avions est convertible, ce qui leur permett également d’exploiter des services tout cargo. La BIA hérite de BUIA la plupart de ces avions au moment de sa création, elle acquiert ensuite d’autres avions, de seconde main, auprès de diverses compagnies. 

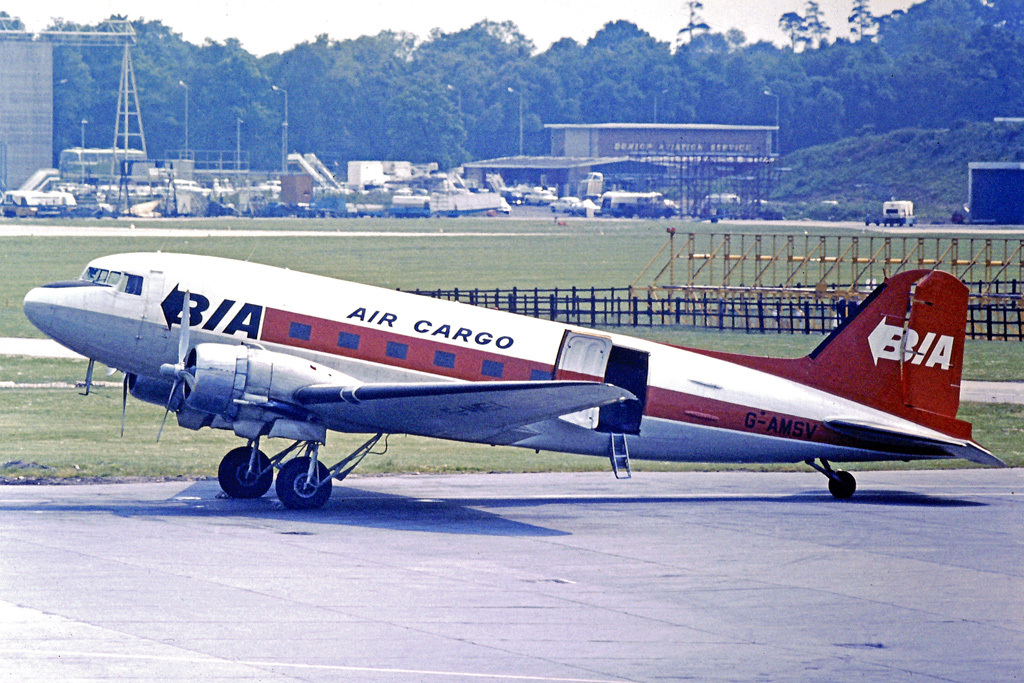
Le cargo Douglas DC-3 de BIA Cargo à l'aéroport de Londres-Gatwick en 1973.

En plus de sa flotte de turbopropulseurs Herald, BIA hérite d'un petit nombre d'avions de ligne Douglas DC-3 de BUIA. Ceux-ci opèrent exclusivement des services de fret jusqu'au retrait du dernier exemplaire, le 30 mai 1974,,,. Jusque-là, les cargos DC-3 (ainsi que les convertibles Heralds) sont occupés à transporter du courrier et des cargaisons, y compris des fleurs fraîches des îles Anglo-Normandes au Royaume-Uni (principalement Bournemouth et Gatwick), ainsi que des livraisons journalières de Gatwick, sous contrat avec ministère de la Défense, pour l'approvisionnement des forces armées britanniques en Allemagne.
Un nombre limité de vols charters (passagers et fret) ont également lieu, y compris, une spécialité de la BIA consistant en des excursions géographiques d’une heure pour les groupes scolaires de la région de Gatwick, qui profitent de la superbe visibilité des passagers du Herald (en raison des ailes hautes et grandes fenêtres) lors de circuits aériens à basse altitude dans le sud-est de l’Angleterre, intégrant généralement une traversée des côtes sud du Kent, du Sussex et du Hampshire et la possibilité de voir les North Downs et les South Downs ainsi que le Weald .
Après le départ à la retraite du DC-3, BIA normalise son parc de douze turbopropulseurs Handley Page Dart Herald. La compagnie aérienne augmente sa flotte de base pendant les vacances d’été en louant d’autres Heralds à d’autres exploitants, tels que British Midland, sur la base d’un affrètement. 

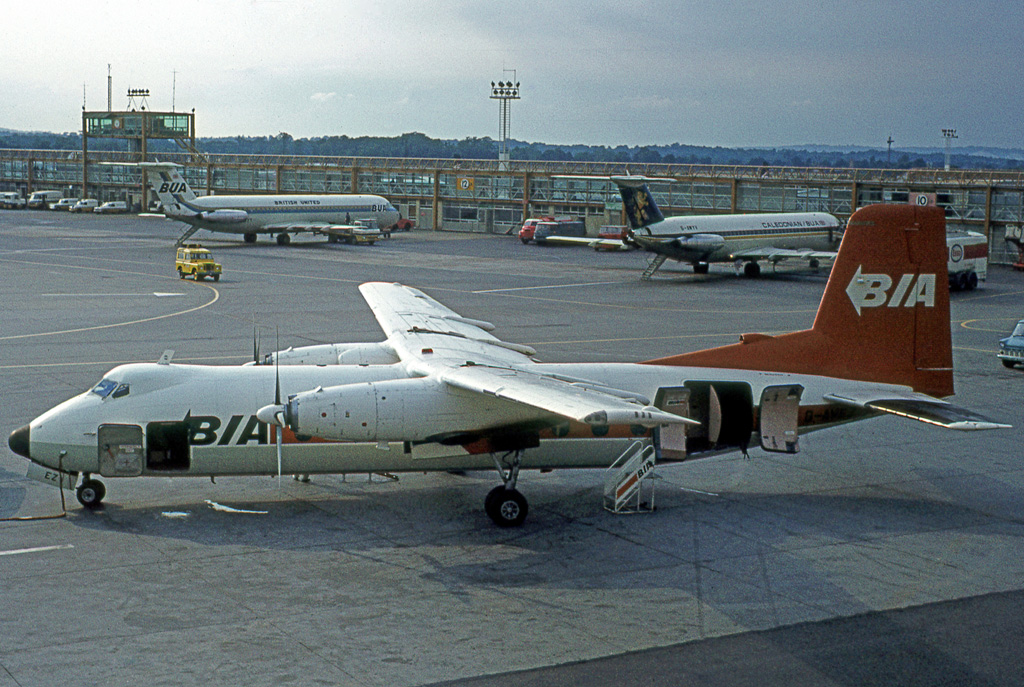
BIA Handley Page Dart Herald à l'aéroport de Londres-Gatwick en 1971.

Pour justifier l'introduction de types d'avions à réaction plus grands et plus modernes dans sa flotte ainsi que pour améliorer considérablement ses performances financières, BIA a besoin d'accéder à des itinéraires réguliers plus importants toute l'année, susceptibles d'attirer un nombre important de clients du tourisme d'affaires.

En 1977, la BIA demande à la Civil Aviation Authority (CAA) de desservir Dublin, Copenhague, Hambourg, Francfort, Zurich et Genève depuis Gatwick de façon régulière toute l’année,,. À cette époque, British Airways, British Caledonian et Dan-Air demande également à desservir ces destinations et d’autres destinations au départ de Gatwick. À l'appui de sa demande, BIA propose de commencer à exploiter ces services avec trois avions à réaction Fokker F-28 de 65 places, qu'elle prévoit d'acquérir d'occasion auprès de Germanair (de), au lieu du plus grand BAC 1-11 que ses rivaux ont prévu d'utiliser, ceux-ci ont presque deux fois le nombre de places assises des Fokker F-28. L’utilisation d’avions plus petits permet à BIA d’offrir des vols plus fréquents, offrant ainsi un produit plus attrayant pour le marché des voyages d’affaires. BIA estime que cela augmente ses chances d'obtenir des licences. Mais la CAA décide de rejeter les demandes de BIA et de Dan-Air tout en approuvant les demandes de British Airways et de British Caledonian. CAA fait valoir que BIA et Dan-Air, contrairement à British Airways et à British Caledonian, manquent de l’expertise nécessaire qu'ont les compagnies aériennes régulières établies sur les principales routes internationales,. 

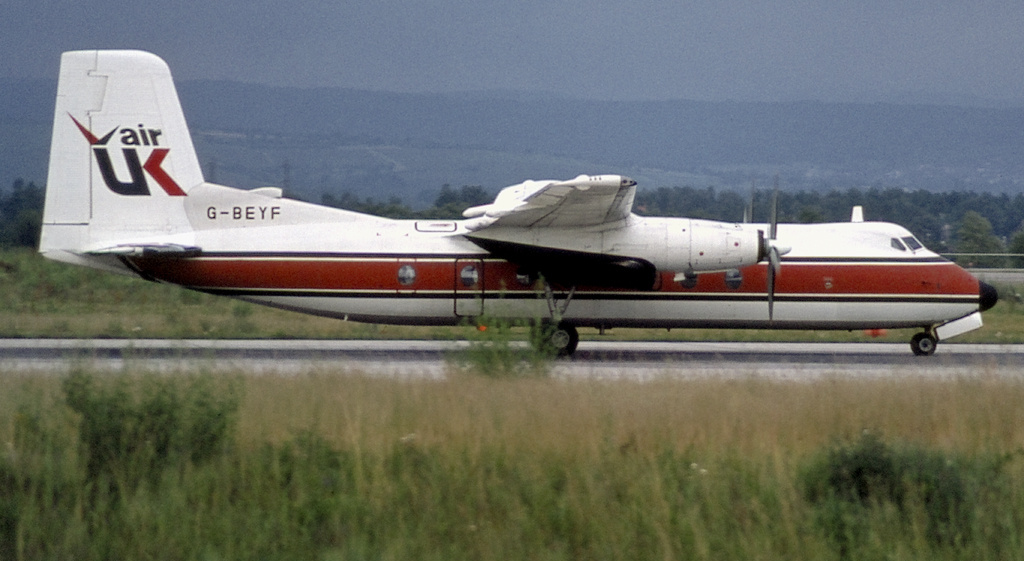
Un des sept Handley Page Heralds loués par la BIA à BAF. L'avion, un 400 (immatriculation G-BEYF), porte une livrée hybride BIA- Air UK. Ici à l'aéroport de Bâle en juillet 1980.

L’accord passé avec British Air Ferries pour reprendre l’exploitation des services réguliers de cette compagnie aérienne depuis la base de BAF à Southend conduit BIA à louer les sept Heralds BAF utilisés pour exploiter ces services. L'ajout des avions de la  BAF porte la flotte opérationnelle de Herald de la BIA à 19 appareils à partir de 1979.
L'année 1979 est également marquée par l'adoption de la deuxième et dernière nouvelle livrée de la BIA, ainsi que par l'acquisition d'une flotte de charter spécialisée comprenant quatre BAC 1.11 400 de 89 sièges, le premier avion à réaction de l'histoire de la BIA. Trois d'entre eux appartenaient à Gulfair, tandis que le quatrième était précédemment géré par le gouvernement indonésien.
En plus d'exploiter des services réguliers régionaux de courte distance pour son propre compte, d'autres compagnies aériennes passent également un contrat avec BIA pour qu'elles exploitent des services réguliers en leur nom.
La British Caledonian retient les services de BIA pour exploiter son service entre Gatwick et Manchester de 1973 à 1976, l'avion assurant ce service est maintenu à Blackpool et à l'île de Man pendant la haute saison estivale à partir de 1975, fonctionnant également comme vols BIA avec des indicatifs de vol britanniques, comme Gatwick- le Touquet-Paris-Plage partie aérienne de la liaison Londres - Paris appelée Flèche d'argent, et de la liaison Gatwick- Rotterdam entre 1975 et 1979,. En 1979, British Caledonian autorise BIA à réaliser tous ses vols exploités entre Gatwick et Le Touquet et Rotterdam par contrat avec cette compagnie aérienne avec son propre identifiant britannique à deux lettres (en plus de l'indicatif BR de la compagnie britannique Caledonian).
Sabena passe un contrat avec BIA pour l’exploitation de son itinéraire Heathrow - Anvers.
À l'occasion, BIA exploite également le service régulier de Dan-Air entre Gatwick et Berne, qui implique une formation spéciale de l'équipage en raison du relief alpin dangereux entourant la capitale fédérale suisse.
BIA fusionne avec Air Anglia, Air Wales et Air Westward pour former Air UK, qui est alors la plus grande compagnie aérienne régionale du Royaume-Uni et son troisième opérateur régulier.
BIA espère que la fusion avec Air Anglia, ainsi qu'Air Wales et Air Westward, pour former Air UK en janvier 1980, l’aide à transformer sa performance financière en contrebalançant les opérations programmées principalement saisonnières de BIA dans la moitié ouest des îles Britanniques par celles d’Air Anglia, services réguliers desservant toute l’année les principaux centres de l’ industrie pétrolière et gazière couvrant la moitié est du Royaume-Uni, ainsi que l’étalement des coûts fixes sur un niveau d’activité accru, grâce aux économies d’échelle plus importantes de la nouvelle compagnie aérienne,.

#### Flotte d'avions
La BIA d'origine exploite les types d'avions suivants :
- BAC 1-11 400
- Handley Page HPR 7 Dart Herald série 100/200/400
- Embraer EMB 110 Bandeirante
- Douglas DC-3 / C-47

### British Island Airways«nouvelle BIA»(1982–1991)
En 1982, British Island Airways est reconstituée en scindant, en une société distincte, l’affrètement aérien dont Air UK a hérité de BIA au moment de sa création .

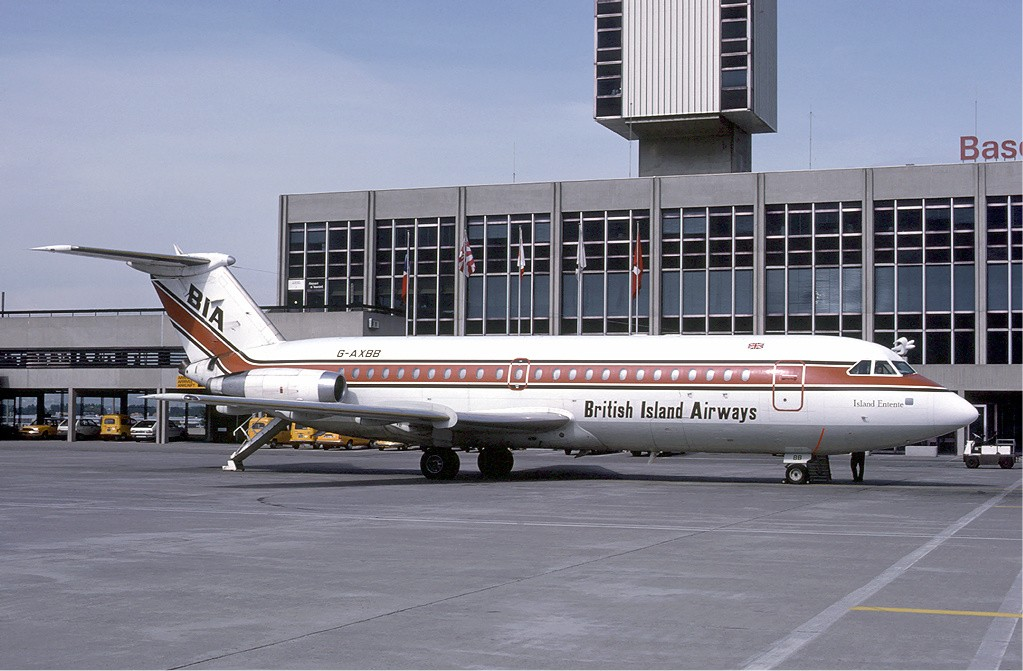
BIA "Mark Two" BAC 1-11 400 à l'aéroport de Bâle, juin 1985.

À la suite de plusieurs tentatives infructueuses de vente de l’affrètement déficitaire, dont Air UK a hérité lors de sa création de la BIA initiale, d'une autre compagnie aérienne, Peter Villa, alors directeur général d'Air UK, décide, en 1982, de reconstituer BIA en tant que compagnie charter. Ceci implique le rachat, par Villa, de BIA Ltd, une filiale à part entière de B & C, qui avait acquis la propriété de la division non régulière d’Air UK afin de faciliter sa cession éventuelle, avec un prêt des propriétaires. La « nouvelle BIA » a son siège à Apollo House, dans la zone industrielle de Crawley, dans la région de Lowfield Heath (près de l'aéroport de Gatwick). Elle commence ses activités le 1er avril 1982 avec les quatre BAC 1-11 400 acquis en 1979 par la première compagnie aérienne BIA afin d’établir une entreprise charter,, . Ces avions, qui arborent la même livrée que la deuxième et dernière livrée de la BIA d’origine, sont ensuite complétés par quatre BAC 1-11 500 d'occasion, ainsi que par quatre nouveaux McDonnell-Douglas MD-80, entrés en service au cours de la seconde moitié des années 1980.
Les BAC 1-11 400 de 89 places et les BAC 1-11 500 de 119 places exploités par la deuxième BIA occupent un créneau sur le marché britannique de la location, qui est, à l'époque, dominé par des Boeing 737-200 de 130 places exploités par beaucoup de plus grand concurrents. Les coûts d'acquisition moins élevés de ces petits appareils d'occasion (comparés aux Boeing 737-200 plus grands et plus récents de la concurrence) permettent à BIA d'offrir aux voyagistes des avions de capacité inférieure à des prix plus intéressants, ce qui lui confère un avantage concurrentiel sur des liaisons moins denses. La capacité du BAC 1-11 400 à égaler la gamme du Boeing 737-200, de même que la capacité des deux variantes du BAC 1-11 à égaler la consommation de carburant du Boeing 737 et à se conformer aux règles plus strictes concernant la réduction du bruit après 1985, renforce encore la compétitivité de BIA par rapport à ses concurrents. Cela permet d'attirer les entreprises des grands voyagistes de ses rivaux en particulier vers les destinations des stations de ski européennes secondaires desservies en hiver, où les coûts de trajet moins élevés des avions plus anciens de la BIA l'emportaient sur l'avantage des sièges aériens en termes de coût avec des équipements techniquement plus avancés. Cela permet de minimiser les risques des voyagistes et de créer une situation gagnant-gagnant pour les deux parties,.
Une introduction en bourse, qui modifie le statut juridique de BIA, passant d’une société à capitaux privés à une société anonyme, finance la croissance .
L’ajout des McDonnell Douglas MD-83, de plus grande capacité et à la pointe de la technologie, au cours de la seconde moitié des années 1980 permet à BIA d’offrir aux voyagistes un avion moderne occupant le créneau compris entre le BAC 1-11 500 à 119 sièges et le Boeing 757-200 de 228/235 places, qui dominait de plus en plus les flottes de ses concurrents au cours de cette période. Cela permet également à la compagnie aérienne de proposer aux voyagistes un avion plus perfectionné, aux coûts d’exploitation nettement inférieurs à ceux du Boeing 727-200 Advanced de taille similaire, exploité par la compagnie aérienne rivale britannique indépendante Dan-Air,,.
En plus de fournir à divers tours opérateurs, y compris Thomas Cook, International Group Loisirs (ILG) et autres propriétaires étrangers, des avions équipés tout-siège, la compagnie aérienne reconstituée est également contactée par d'autres compagnies aériennes pour faire fonctionner une partie de leur multi-vols réguliers, notamment Air Florida au début des années 1980 et Virgin Atlantic au milieu des années 1980. Pendant ces périodes, les BIA BAC 1-11 400 exploitaient la liaison Gatwick-Amsterdam de l'ancienne route Miami-Londres (Gatwick)-Amsterdam avec une opération de ravitaillement à Gatwick et Maastricht pour les services long-courriers transatlantiques de cette dernière,.
À la fin des années 1980, BIA est devenue rentable, marquant ainsi l'achèvement du redressement financier de la compagnie.
À la fin de 1988 et au début de 1989, d'intenses négociations sur la vente de BIA à ILG ont eu lieu pendant plusieurs semaines. À cette époque, ILG cherche à prendre le contrôle de BIA en raison des créneaux horaires de la compagnie aérienne dans un aéroport de Gatwick de plus en plus congestionné et du fait qu’elle est un fournisseur important de charter pour ILG. Les créneaux horaires de BIA à Gatwick sont nécessaires pour permettre à son compatriote Air Europe, filiale de la compagnie aérienne en pleine expansion d’ILG, d’établir une présence régulière importante sur cet aéroport. En outre, la propriété de BIA par ILG aurait donné aux voyagistes, et notamment Intasun, un contrôle accru sur l’inventaire de sièges de leur compagnie charter. De plus, les licences de lignes régulières de BIA pour desservir la Sicile et d'autres destinations dans le sud de l'Italie depuis Gatwick auraient pu potentiellement aider Air Europe visant à étendre encore la portée de son réseau de lignes régulières. Cependant, les deux parties sont incapables de parvenir à un accord ferme qui aurait abouti à l'acquisition de BIA par ILG,.
En définitive, l'incapacité de BIA à faire partie d'une organisation plus grande et plus solide financièrement, la profonde récession au Royaume-Uni au début des années 1990, ainsi que l'escalade du prix du carburant et l'effondrement du marché des voyages à forfait à la veille de la guerre du Golfe au cours de l'été 1990, entraîne une réduction de 38 % de son trafic passagers (par rapport à la même période de l'année précédente) et a été le principal facteur qui a obligé la BIA reconstitué à cesser toutes ses activités le 9 février 1991.

#### Flotte d'avions
La BIA reconstituée exploite les types d’avions suivants  :
- BAC 1-11400
- BAC 1-11 500
- McDonnell Douglas MD-80

## Pour approfondir